# Comuna Tulca, Bihor
Tulca (în maghiară: Tulka) este o comună în județul Bihor, Crișana, România, formată din satele Căuașd și Tulca (reședința).

## Scurt istoric
Urme care vin să ateste existența omului pe teritoriul localității Tulca, datează din epoca bronzului. Este vorba de o movilă circulară ce ocupă o suprafață de circa 3 ha, care este situată în partea sudică a localității, la aproximativ 300-400 de metri distanță de marginea de sud a satului. Această movilă ce este denumită popular „Holumb” este situată în zona cea mai joasă, având o altitudine de aproximativ 120 de metri, peste nivelul mării, constituind totodată cea mai înaltă altitudine din perimetrul hotarului Tulca.

## Demografie
Componența etnică a comunei Tulca
     Români (76,76%)
     Romi (14,14%)
     Alte etnii (0,68%)
     Necunoscută (8,43%)
Componența confesională a comunei Tulca
     Ortodocși (66,73%)
     Baptiști (12,02%)
     Penticostali (11,22%)
     Alte religii (1,2%)
     Necunoscută (8,83%)
Conform recensământului efectuat în 2021, populația comunei Tulca se ridică la 2.504 locuitori, în scădere față de recensământul anterior din 2011, când fuseseră înregistrați 2.773 de locuitori. Majoritatea locuitorilor sunt români (76,76%), cu o minoritate de romi (14,14%), iar pentru 8,43% nu se cunoaște apartenența etnică. Din punct de vedere confesional, majoritatea locuitorilor sunt ortodocși (66,73%), cu minorități de baptiști (12,02%) și penticostali (11,22%), iar pentru 8,83% nu se cunoaște apartenența confesională.

## Politică și administrație
Comuna Tulca este administrată de un primar și un consiliu local compus din 11 consilieri. Primarul, Daniel Avrămuț[*], de la Partidul Social Democrat, este în funcție din octombrie 2020. Începând cu alegerile locale din 2024, consiliul local are următoarea componență pe partide politice:
|  | Partid                    | Consilieri | Componența Consiliului | Componența Consiliului | Componența Consiliului | Componența Consiliului | Componența Consiliului | Componența Consiliului | Componența Consiliului |
|  | ------------------------- | ---------- | ---------------------- | ---------------------- | ---------------------- | ---------------------- | ---------------------- | ---------------------- | ---------------------- |
|  | Partidul Social Democrat  | 7          |                        |                        |                        |                        |                        |                        |                        |
|  | Partidul Național Liberal | 3          |                        |                        |                        |                        |                        |                        |                        |
|  | Uniunea Salvați România   | 1          |                        |                        |                        |                        |                        |                        |                        |

## Stema Comunei Tulca

### Descrierea Heraldică a Stemei
Stema comunei Tulca, se compune, conform anexei nr.1, dintr-un scut triunghiular cu flancurile rotunjite, despicat și tăiat în partea stângă. În partea dreaptă, pe roșu, trei brațe ținând în pumn o sabie cu vârful în sus, dispuse în pal, totul de argint. În partea stângă superioară, pe albastru, se află un cap de bovină de argint. În partea stângă inferioară, pe verde, se află trei spice de grâu de aur. Scutul este timbrat de o coroană murală de argint cu turn crenelat.

### Semnificația elementelor însumate
Brațul drept, ținând în pumn o sabie reprezintă sigiliul vechi al localității și amintește de vitejia locuitorilor în luptele de apărare. Capul de bovină face referire la denumirea localității ce vine de la cuvântul tuluc (manzat-vitel de la unu până la trei ani). Spicele de grâu specifica activitatea specifică zonei, agricultura. Coroana murală cu un turn crenelat semnifică faptul că localitatea are rangul de comună.